# Chiara Cecotti
Chiara Cecotti (Alzano Lombardo, 17 gennaio 1999) è una calciatrice italiana, difensore del Como.

## Carriera

### Club
Chiara Cecotti si avvicina al mondo del calcio fin da giovanissima iniziando la carriera nelle giovanili del Buttrio giocando con i maschietti nelle formazioni miste, prima nei pulcini e successivamente negli esordienti, per poi passare nel Tavagnacco prima nelle esordienti e poi nelle giovanissime.
Le prestazioni offerte nei campionati giovanili convincono la società ad inserirla nel 2014 nella rosa della prima squadra, disputando così per la prima volta il campionato di Serie A nella stagione 2014-2015. Il suo debutto nella massima serie del campionato italiano femminile di calcio avviene l'11 ottobre 2014, alla seconda giornata di campionato, nella partita vinta sul Cuneo per 4-0, mentre per il suo primo gol in Serie A deve attendere la sesta giornata dove sigla su rigore una delle dieci reti con cui il Tavagnacco si impone sull'Anima e Corpo Orobica. Prima della fine della stagione segna il goal nella sconfitta subita per 4-1 contro il Brescia. La stagione termina con un tabellino personale di due reti realizzate su 17 presenze.
Nel luglio 2021 si trasferisce al Como, in serie B.

### Nazionale
Durante la stagione 2014-2015 le prestazioni offerte in campionato attirano l'attenzione della FIGC che, su iniziativa del selezionatore Enrico Sbardella la invita a partecipare a qualche raduno della Nazionale Under-17. La definiva convocazione arriva la stagione successiva quando la nuova selezionatrice delle U-17 Rita Guarino la inserisce in rosa nella formazione che partecipa alla qualificazioni all'edizione 2016 del campionato europeo di categoria.
Con le Azzurrine fa il suo debutto nel torneo il 18 settembre 2015, nella partita in cui l'Italia si impone per 5-0 sulle pari età della Bosnia ed Erzegovina, scendendo in campo in tutti i sei incontri disputati e venendo confermata per la fase finale.
A causa di un infortunio non riesce a partecipare al campionato europeo Under-19 di Scozia 2017. Sbardella, responsabile tecnico della formazione Under-19, la convoca per la fase di qualificazione all'Europeo di Svizzera 2018 debuttando il 2 aprile 2018, nell'incontro della fase élite vinto dall'Italia sulle avversarie della Russia. Cecotti condivide il percorso della sua squadra che la vede qualificarsi alla fase finale.

## Palmarès

### Club
- Campionato italiano di Serie B: 1

Como: 2021-2022